# Altare della cappella Averoldi
L'altare della cappella Averoldi nella chiesa di Santa Maria del Carmine a Brescia è un apparato scultoreo in marmo databile tra gli anni '50 e '60 del XV secolo.

## Storia
L'allestimento dell'altare può essere collocato in prossimità della costruzione della cappella, avvenuta alla metà del XV secolo nell'ambito della fabbrica della nuova chiesa, assieme alle altre poste in sequenza sulla stessa navata. Di conseguenza, il manufatto è databile tra gli anni '50 e '60 del secolo. Piuttosto, la composizione poco limpida e non ben strutturata lascia credere che sia frutto del reimpiego di parti di origine diversa, anche se la committenza Averoldi è confermata dagli stemmi che vi campeggiano.

## Descrizione e stile
Si tratta di un'opera di notevole interesse in quanto rappresenta una delle prime testimonianze di una produzione scultorea locale aggiornata al nuovo gusto rinascimentale classicheggiante. Evidenti, in particolare, i caratteri prettamente decorativi che rivestono il manufatto, il quale però, allo stesso tempo, è strutturato in modo molto semplice e quasi incompleto, benché ciò possa essere ricondotto alla controversa origine dell'apparato. Si tratta, in generale, di una lavorazione molto raffinata e curata, composta principalmente da complessi girali di festoni vegetali accompagnati da putti, apprezzabile anche sui rilievi dei due fianchi.
Nelle opere giunte fino a noi non è registrata un'immediata ricaduta di questi nuovi, particolari connotati classicheggianti, che si ripresentano solamente a partire dagli anni '70 del secolo con il portale della chiesa di Santa Maria del Carmine e il portale della basilica di Santa Maria delle Grazie e infine assunti a corretto linguaggio, decorativo e strutturale, nel portale della chiesa del Santissimo Corpo di Cristo.